# 32311 Josephineyu
32311 Josephineyu este o planetă minoră (asteroid) din centura de asteroizi. A fost descoperită pe 24 august 2000 la Experimental Test Site⁠(d) de Lincoln Near-Earth Asteroid Research. 
Obiectul prezintă o orbită caracterizată de o semiaxă mare de 2,6096805 UAi, o excentricitate de 0,09, o înclinație de 0,96268 ° în raport cu ecliptica.